# Borne milliaire de Cenon-sur-Vienne
La borne dite milliaire de Cenon-sur-Vienne ou borne de la Gare des Tramways est une borne leugaire gallo-romaine de France.

## Description
La borne gallo-romaine — IIe siècle apr. J.-C., c'est-à-dire de la période du Haut-Empire — est un bloc de pierre cylindrique dont l'extrémité a la forme d'un cube. L'ensemble de la pièce, ayant été réemployé pour faire office de sarcophage, est en grande partie évidé. En outre, le milliaire comporte, apparaissant sur l'un de ces côtés, une inscription. Bien que cet artefact ait fait l'objet d'un remaniement, les caractères gravés sur l'une de ses faces sont demeurés quasiment intacts et lisibles.

## Localisation
| - OpenStreetMap Géolocalisation actuelle de la borne milliaire, au niveau du parvis de la mairie de Cenon-sur-Vienne. |

La borne est actuellement conservée dans le hall de la mairie de Cenon-sur-Vienne, une commune située au sein du canton de Chauvigny, arrondissement de Châtellerault, dans le département de la Vienne, en région Nouvelle-Aquitaine.

## Historique

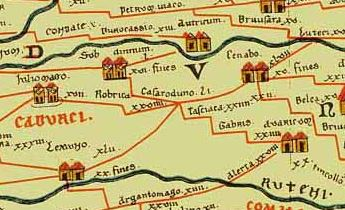
Extrait de la table de Peutinger figurant le tracé de la voie romaine allant de Lemonio (Poitiers) à Caesaroduno (Tours).

Une portion de voie d'époque gallo-romaine (ou via romana), reliant la cité antique de Limonum (actuelle ville de Poitiers) à celle de Cæsarodunum, a été mise en évidence au sein de la commune de Cenon-sur-Vienne vers la fin du XIXe siècle. Au niveau de la ville de Cenon, cet itinéraire antique, d'une longueur totale de 42 « Grande lieues » gauloises  soit l'équivalent d'une distance recouvrant environ 102,3 km, est notamment marqué par la présence de plus de dix bornes leugaires gallo-romaines, abusivement dites milliaires. Il est en effet plus juste de parler de bornes leugaires lorsqu'elles indiquent les distances en lieues gauloises, et non pas en milles romains, comme c'est le cas ici. Par ailleurs, l'installation du premier de ces blocs de pierre a été très probablement liée à des travaux de restauration de la chaussée constituant la route gallo-romaine.
Le premier de ces marqueurs de réseau viaire a été mis en évidence en 1928, alors qu'il gisait au sein d'un complexe funéraire. Après identification, cette borne leugaire gallo-romaine s'est révélée avoir fait l'objet d'une spolia afin d'être réutilisée comme sarcophage.
Par arrêté ministériel, la borne bénéficie d'une inscription à l'inventaire supplémentaire des monuments historiques depuis le 26 avril 1938.
Dans la seconde moitié des années 1960, des investigations préventives effectuées sur l'une des extrémités du cimetière antique de Cenon, ont permis de révéler un second milliaire, quasiment semblable à celui retrouvé dans les années 1920. Cette deuxième occurrence porte également une inscription en tout point identique à celle apparaissant sur la borne de 1928, à l'exception du chiffre romain « V ». Toutefois, selon l'archéologue François Eygun, ce caractère numéral aurait été très probablement effacé. 
En outre, d'après l'analyse du spécialiste, les deux bornes, toutes deux agrémentées du terme « Fines », indiqueraient l'emplacement du « Vieux Poitiers », un site gallo-romain devenu lieu-dit de la commune poitevine.

## L'inscription

### Présentation
La citation suivante, en caractères latins, a pour objectif de présenter l'inscription de la borne milliaire :

« \fmp(erator) Caesar Divi Taiani Partitici f (Mus), Divi Nervae nepos, [Trai]- anus Hadrianus [Augustus)}, pontif{ex) maximus, \tribun]ic(ia) potes tat(e) VII, co[n)s{ulf) JIÌ, [Lim{ono) XI], Fin(ibus) V. »

— .

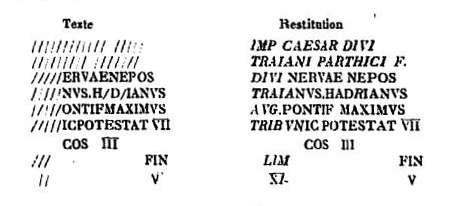
L'inscription.

### Analyse épigraphique
L'analyse épigraphique de l'inscription apparaissant sur la borne de Cenon-sur-Vienne, permet de dégager trois éléments matériels.
Le premier de ces faits, à caractère géographique, vient corroborer l'hypothèse selon laquelle ce milliaire est destiné à servir de marqueur de la voie romaine allant de Limonum jusqu'à Cæsarodunum, route antique attestée sur le document cartographique de Peutinger.
Le second élément, de nature chronologique, permet de définir une datation précise de son érection : la borne est attribuable à l'an 123 apr. J.-C., signifiant ainsi qu'elle a été façonnée et mise en place sous le règne de l'empereur Hadrien (76-138).
Enfin, le troisième fait, de nature métrique, permet d'établir que ce milliaire appartient, au cours de l'époque gallo-romaine, à la civitas — ou cité, peuple — des Pictones et ce, en raison de l'usage double des distances en « leugae ». En effet, ce type de calcul métrique, ayant pour point de référence le principal centre urbain de la région poitevine sous sa forme antique, autrement dit Limonum/Poitiers, est, selon Maurice Besnier, caractéristique de ce peuple.